# Dīzgāh
Dīzgāh (persiska: ديزگاه, دِيرگاه) är en ort i Iran.   Den ligger i provinsen Gilan, i den nordvästra delen av landet, 300 km nordväst om huvudstaden Teheran. Dīzgāh ligger 1 304 meter över havet och antalet invånare är 173.
Terrängen runt Dīzgāh är bergig åt sydväst, men åt nordost är den kuperad. Dīzgāh ligger nere i en dal. Runt Dīzgāh är det ganska glesbefolkat, med 45 invånare per kvadratkilometer. Närmaste större samhälle är Āgh Bolāgh, 18,9 km söder om Dīzgāh. Trakten runt Dīzgāh består i huvudsak av gräsmarker.